# Университет Париж-XI: Париж-юг
Университетът Париж-XI: Париж-Юг (Орсе) (на френски: Université Paris-XI, Orsay) е френски университет, намиращ се в южното парижко предградие Орсе.
Това е един от най-престижните френски университети (втори във Франция според Академичната класация на световните университети), като най-силно застъпените области са точните и естествените науки: в него работят няколко нобелови и филдсови медалисти: Албер Фер (Нобелова награда за физика за 2007) (в смесено звено с Thalès и CNRS), Венделин Вернер (Филдсов медал за 2006), Лоран Лафорг (Филдсов медал за 2002), Жан-Кристоф Йокоз (Филдсов медал за 1994).
Университетът води началото си в края на 1960-те години, когато няколко лаборатории по ядрена физика са прехвърлени от Париж в Орсе под влиянието на Фредерик Жолио и Ирен Кюри.
В университета учат около 26 000 студенти.

## Известни възпитаници и преподаватели
- Ален Аспе (р. 1947) – физик, лауреат на Нобелова награда за физика през 2022 г.
- Етиен-Емил Больо – медик и изследовател
- Венделин Вернер – математик, носител на Филдсов медал за 2006 г.
- Пиер Жил дьо Жен – физик, лауреат на Нобелова награда за физика през 1991 г.
- Жан-Кристоф Йокоз – математик, носител на Филдсов медал за 1994 г.
- Лоран Лафорг – математик, носител на Филдсов медал за 2002 г.
- Нго Бао Тяу – математик, носител на Филдсов медал за 2010 г.
- Албер Фер – физик, лауреат на Нобелова награда за физика през 2007 г.